# Per Broman (konstnär)
Per August Broman, född 10 januari 1894 i Hallens församling i Jämtlands län, död 19 januari 1973 i Vantörs församling i Stockholm, var en svensk konstnär.

## Biografi
Per Broman var son till fabrikören Anders Ludvig Broman och Augusta Andersson och från 1926 gift med Herta Nicolai. Broman studerade konst under studieresor till Paris och Estland i slutet av 1930-talet, därefter studerade konst han vid Konsthögskolan i Stockholm 1941–1942 och för Isaac Grünewald 1943–1944 samt under ett antal studieresor till Nordafrika 1947–1950. Tillsammans med Liss Eriksson och Wiking Svensson deltog han i utställningen Tre Parissvenskar på Galerie Blanche i Stockholm 1951. Han medverkade senare i ett stort antal separat-, grupp- och samlingsutställningar. Hans konst består av stilleben, porträtt, modell och figurstudier samt landskapsmålningar, ofta med motiv från Nordafrika, i olja eller pastell.